# Pałac w Czerninie
Pałac w Czerminie – pałac z XVII w. w Czerninie, w powiecie górowskim wpisany do rejestru zabytków nieruchomych województwa dolnośląskiego.

## Zamek
Wieś Schyrnino wymieniana jest w dokumentach z 1308 r. Wchodziła wtedy w skład dóbr kościelnych. Budowę zamku rycerskiego rozpoczął na przełomie XIV i XV w. kasztelan międzyrzecki Jan z Czerniny herbu Wierzbno. Po jego śmierci w 1423 r. zamkiem zajął się jego syn Jocusch von der Czyrne, ale już siedem lat później sprzedał majątek niejakiemu Magnusowi von Label. Około 1492 r. zamek wraz z otaczającymi go dobrami trafia w ręce rodziny von Dohna. Ich starania doprowadziły do nadania przywileju lokacyjnego dla miasta przez Władysława Jagiellończyka. W 1538 r. Henryk VII von Dohna sprzedaje majątek i miasto braciom von Stosch z Mojęcic, których potomkowie rozbudowali i ufortyfikowali miasto. W XVII w. miasto było kilkakrotnie świadkiem zmagań wojsk duńskich, szwedzkich i pruskich. Panowała tu także ospa.

## Pałac
Pod koniec XVII w. zamek zostaje przebudowany na rezydencję w stylu barokowym przez Abrahama von Stosch  auf Groß-Tschirna (1644-1705) syna Alexandra, żonatego z  Urszulą von Stosch auf Klein-Wirsewitz. Umarł on bezpotomnie pozostawiając rezydencje najstarszej siostrze Jadwidze Helenie. Po jej śmierci w 1703 r. miasto i pałac przeszły w ręce rodziny von Lestwitz. Zmieniało jeszcze kilkakrotnie właścicieli, byli to m.in. Adam Melchior, Jerzy Abraham i Karol Rudolf. Karol Rudolf umarł 9 sierpnia 1803 r. nie pozostawiwszy potomka. Swój majątek zapisał Stowarzyszeniu Dziewic Ewangelickich, którego głównym zadaniem było nauczanie młodych dziewcząt prowadzenia domu. Organizacja przyczyniła się do rozwoju szkolnictwa w okolicznych wsiach. Przetrwała do końca II wojny światowej. Wojnę obiekt przetrwał nienaruszony, po wojnie został upaństwowiony. Przez pewien czas zamieszkiwany był przez pracowników Państwowego Gospodarstwa Rolnego. W latach pięćdziesiątych XX wieku został opuszczony, a jego wyposażenie rozkradzione. Zaniedbany w następnych kilkudziesięciu latach popadł w ruinę.

## Opis
Dwupiętrowy, zabytkowy pałac ze ścianą frontową zwieńczoną frontonem. Po bokach owalne alkierze. Na ścianie frontowej centralnie nad oknami pierwszego piętra umieszczony jest kartusz z herbami rodzin: von Lestwitz (l) i von Stosch (p). Pierwotny zamek otaczała fosa wypełniona wodą.

## Galeria

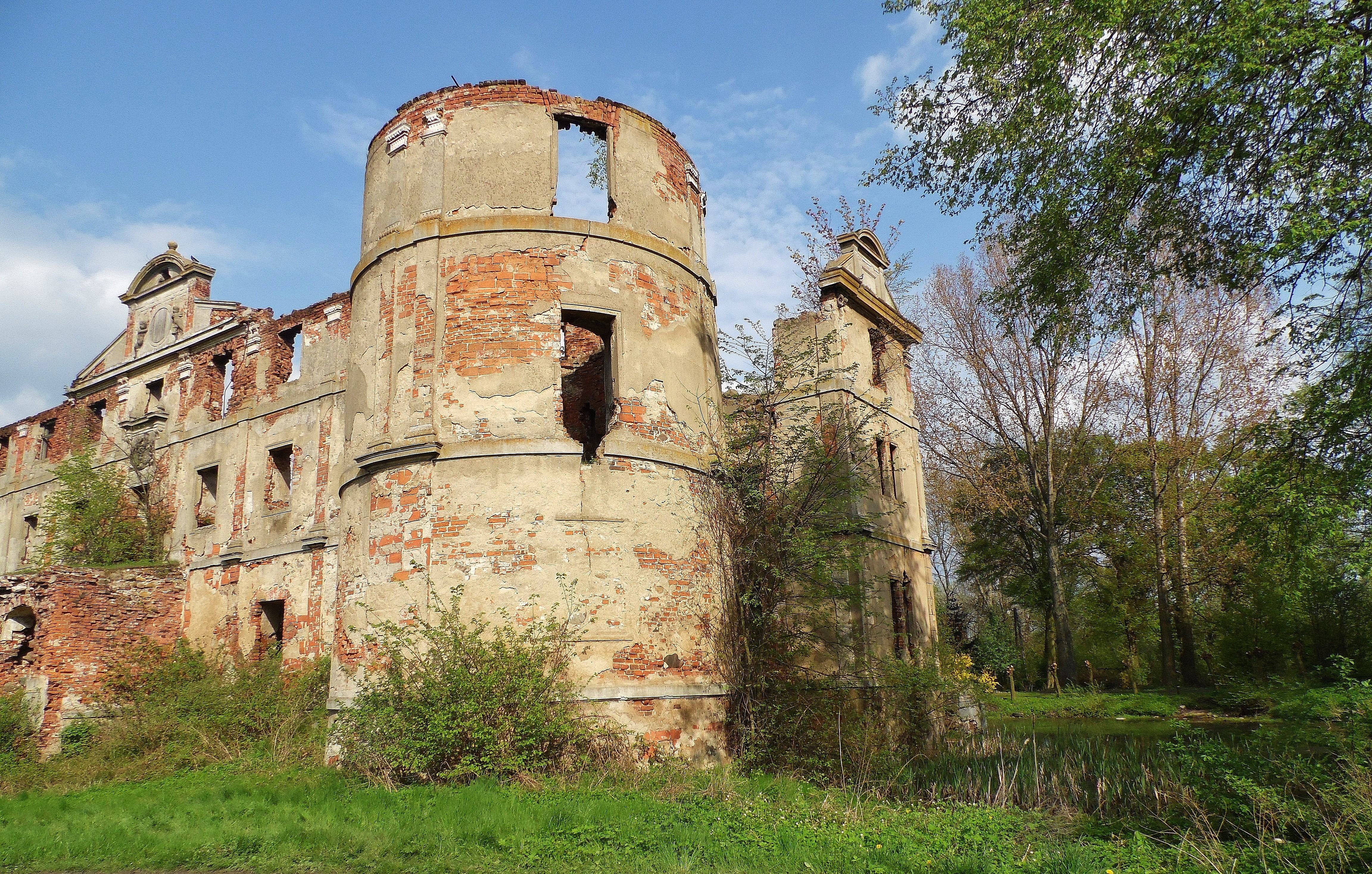
Pałac od południowego-zach.
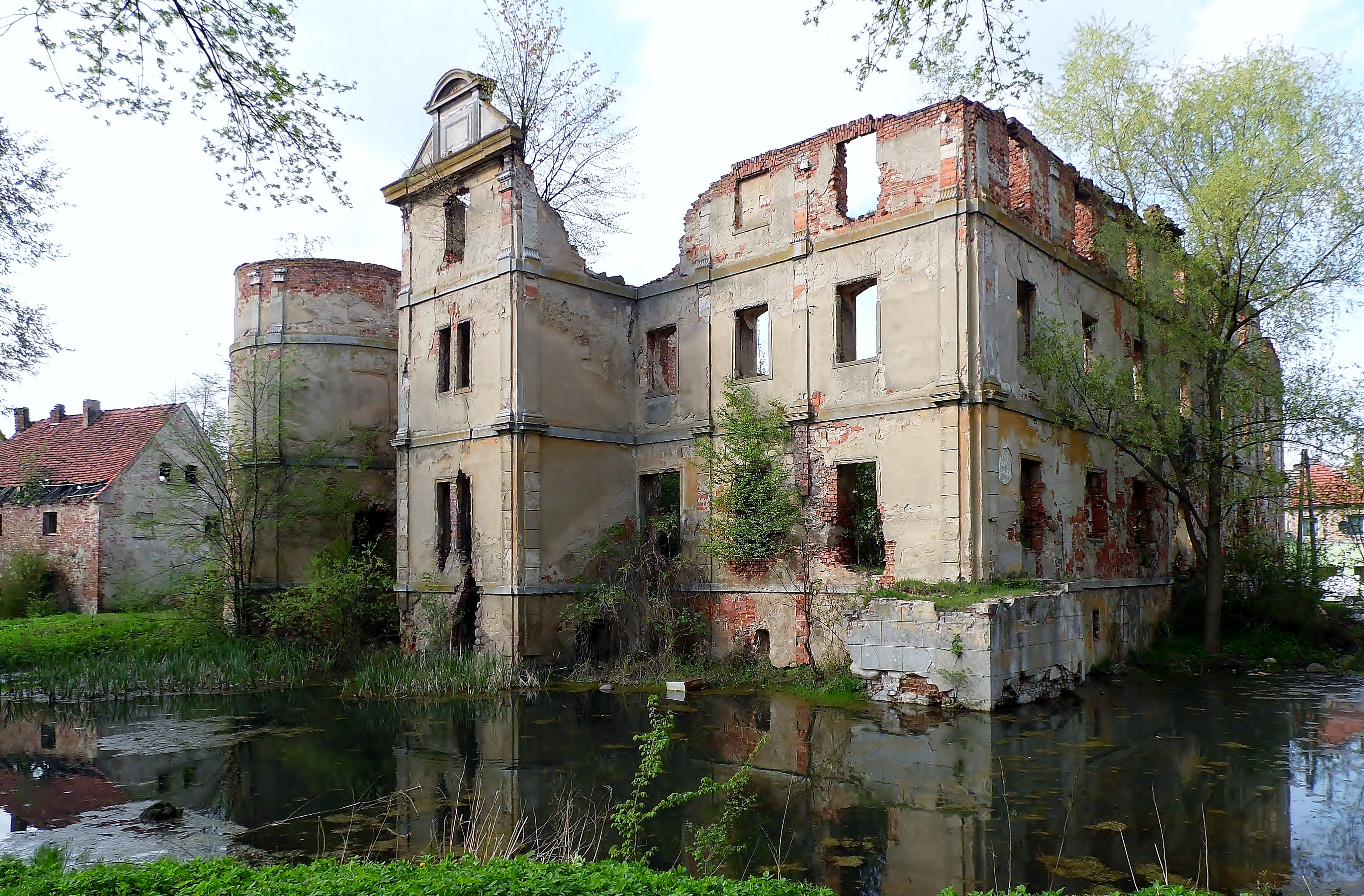
Pałac i fosa od południowego-wsch.
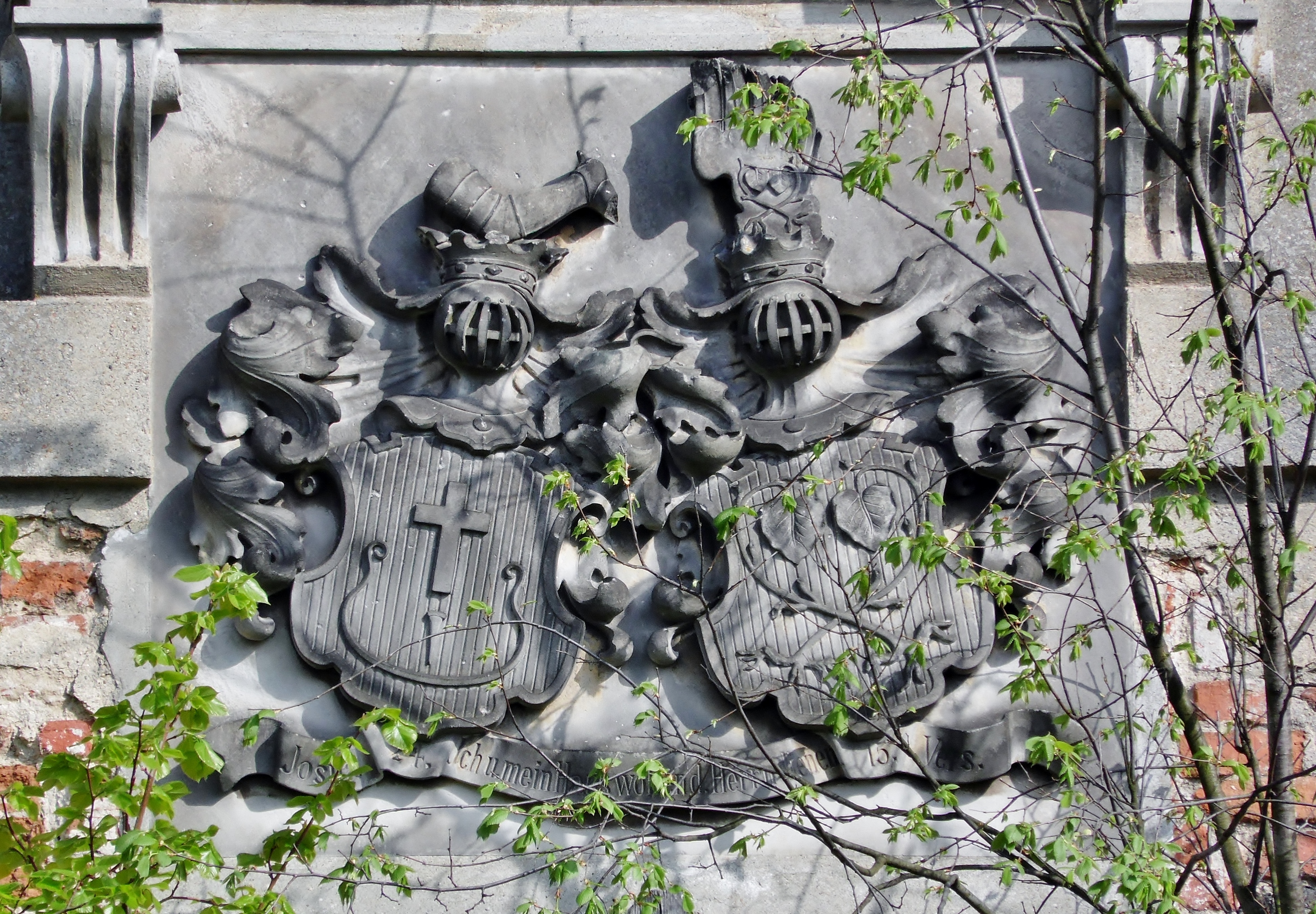
Herby Lestwitz i Stosch. Front pałacu
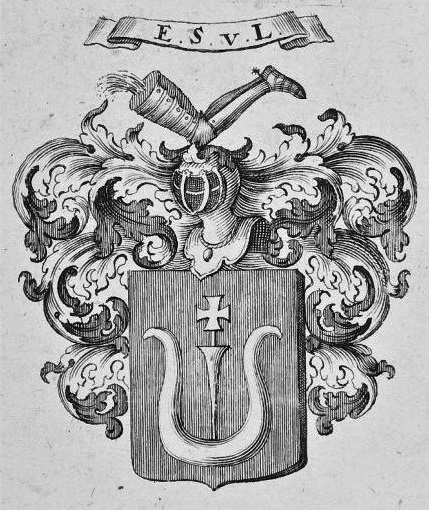
Herb von Lestwitz
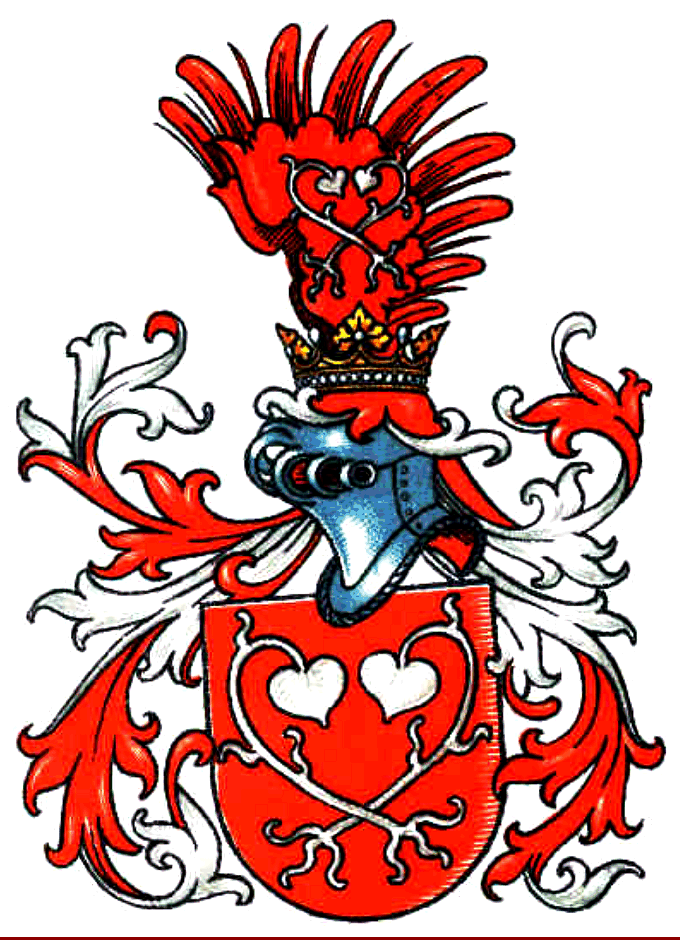
Herb Abrahama von Stoscha (1644-1705)
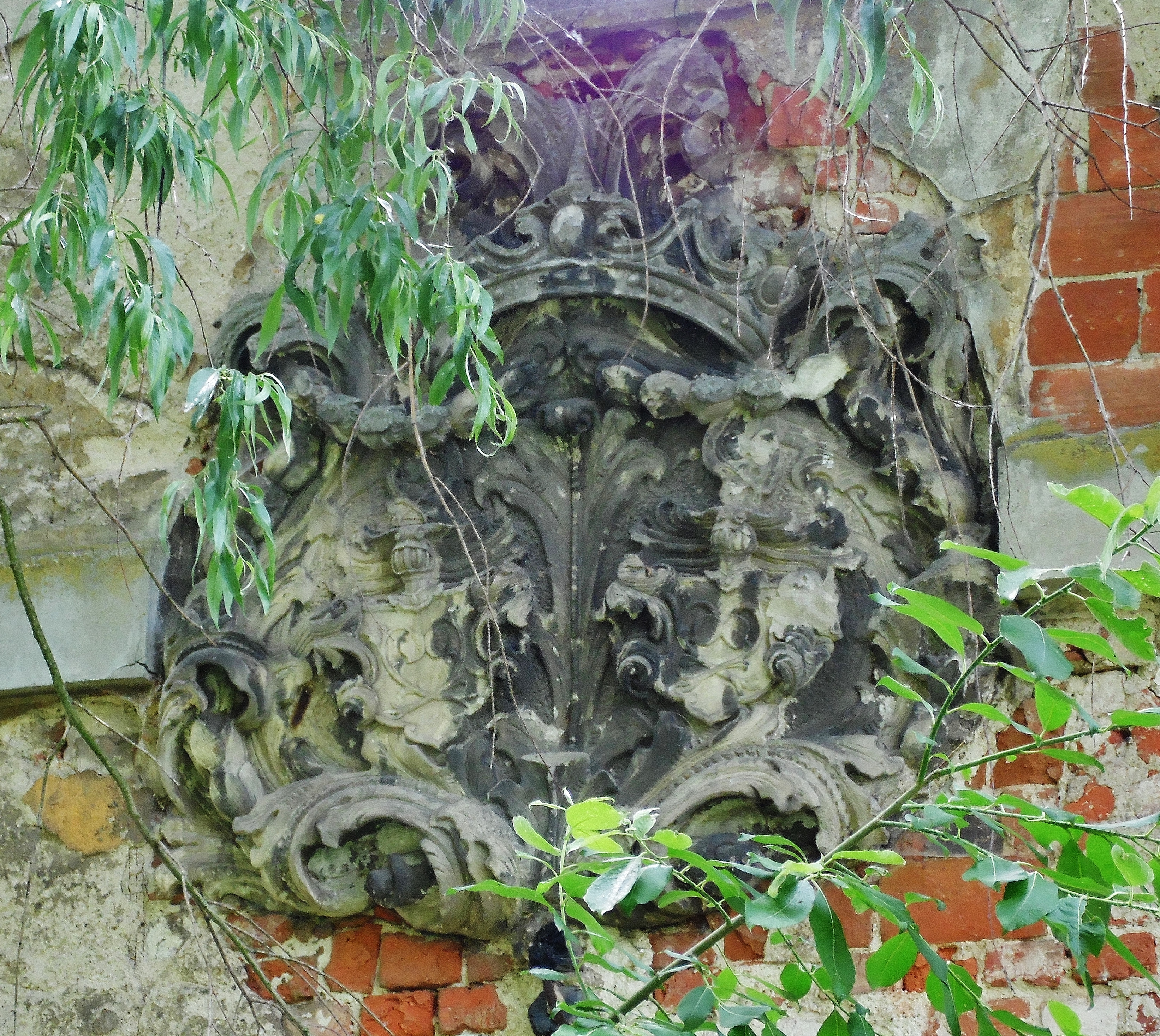
Herby Stosch na stronie wschodniej
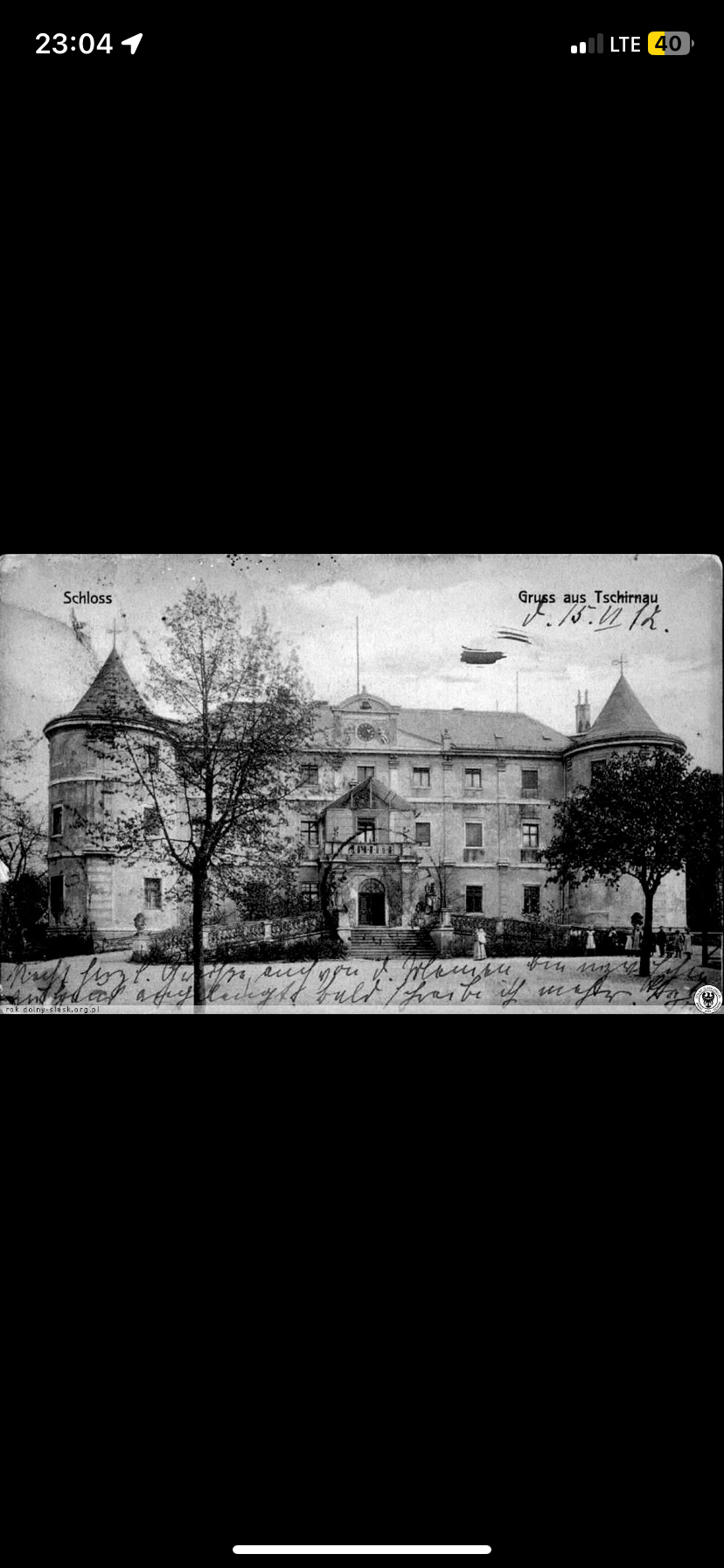

## Zobacz
- Pałac w Czerninie Dolnej